# 赤坂三好
赤坂 三好（あかさか みよし、男性、1937年 - 2006年12月）は、日本の版画家、絵本作家、挿絵画家。日本児童出版美術家連盟会員。児童文学作家の谷真介、画家の水木連の弟。東京生まれ。チェコBIB世界絵本原画展で1973年と1975年に金牌賞を受賞。2期受賞は日本人として初めてである。
1973年小学館絵画賞受賞。後に、小学館絵画賞選考委員を務めた。

## 著書
- 『いたずら小おに（ポーランド語版）』ユリア・ドウシニスカ（ポーランド語版）著、内田莉莎子訳、学習研究社、1967年[1]
- 『ふうらんぼう西部を行く』安川みのる共著、学習研究社 中学三年コース4月号付録、1968年[2]
- 『サルトビ先生』平塚武二著、学習研究社４年の学習、1968年4月号[3] - 1969年3月号[4]
- 『失われぬ季節 ある学童疎開児童の記録』谷真介共著　虎見書房　1968　のち冬樹社
- 『おばけのビートおばさん』ヴェーラ・フェラ＝ミークラ著、中村浩三訳、偕成社、1969年
- 『星と星座の伝説 夏』瀬川昌男著、小峰書店　1978[5]
- 『ど・ど・ど・ど・ど』金の星社　1979
- 『とうさんからのてがみ』小峰書店　1983
- 『絵本ギャラリー』谷真介共著　創林社　1984
- 『わすれないで 第五福竜丸ものがたり』金の星社　1989
- 『とりの王さまえらび』教育画劇　2002年　ISBN 9784774605456[6]

（絵本については「外部リンク」の「赤坂三好さんの作品一覧」も参照）